# Качар, Бетюль
Бетюль Качар (тур. Betül Kaçar, род. 1983) — турецко-американский астробиолог и доцент Висконсинского университета в Мадисоне. Она руководит Центром астробиологических исследований НАСА, изучающим основные атрибуты жизни, её происхождение и то, как они должны формировать наши представления о обитаемости и поиске жизни в других мирах.

## Образование и карьера
Качар родилась в Стамбуле. Она была первой женщиной в своей семье, получившей формальное образование. Она изучала химию в университете Мармара. Она получила стипендию для студентов Медицинского института Говарда Хьюза, чтобы в течение лета провести научные исследования в области органической химии в Университете Эмори. Бетюль вернулась в Университет Эмори в 2004 году и в конечном итоге получила докторскую степень в области биомолекулярной химии в 2010 году в области взаимосвязи структуры и функций ферментов. После получения докторской степени Качар перешла к изучению происхождения жизни. В 2010 году она была назначена научным сотрудником НАСА в Технологическом институте Джорджии. В 2011 году она получила стипендию НАСА, а в 2013 году получила финансирование от Института астробиологии НАСА и Отделения экзобиологии. Она присоединилась к Гарвардскому университету в 2014 году, где возглавила независимую исследовательскую группу в качестве научного сотрудника кафедры органической и эволюционной биологии. В 2015 году она получила стипендию Темплтона и стала членом инициативы Harvard Origins. Качар была назначена научным сотрудником факультета ранней карьеры НАСА в 2019 году. В 2020 году она получила стипендию Scialog за исследования жизни во Вселенной от Research Corporation and Science Advancement.

## Исследования
Исследования Качар охватывают происхождение жизни, раннюю эволюцию, жизнь во Вселенной и то, как можно понять молекулярные механизмы эволюции. В настоящее время она возглавляет Центр астробиологии НАСА в области молекулярной палеобиологии, чтобы исследовать чужие планеты и древнюю жизнь. Она первая турецкая женщина и самый молодой учёный, возглавивший исследовательский центр НАСА. Она была первой, кто воскресил древний ген внутри современного микробного генома. Она ввела термин «палеофенотип», реконструировав и изучив эволюционную историю современных компонентов, а затем связав их фенотипы с биосигнатурами, чтобы получить представление об изменениях, основанных на летописи горных пород и, следовательно, в геологическом и экологическом контексте. В 2020 году она предложила возможное применение пребиотической химии, протоспермию, отправив химические компоненты, способные к зарождению жизни, на другое планетарное тело. Её исследовательская группа определила «эволюционную остановку» как эволюционный механизм, препятствующий достижению модулем своего локального пика производительности и тем самым накладывающий генетическую нагрузку, то есть организм, несущий остановившийся модуль, страдает от затрат на приспособление по сравнению с организмом, чья производительность модуля оптимальна.
Качар — профессор Висконсинского университета в Мадисоне на кафедре бактериологии. Она также является адъюнкт-профессором Института наук о Земле и жизни Токийского технологического института. Её называют «видным членом» Института астробиологии НАСА. Она получила более 9 миллионов долларов грантового финансирования в качестве ведущего исследователя.

## Общественная работа
Качар является соучредителем единственной астробиологической информационно-пропагандистской и массовой сети SAGANet, которая обслуживает учителей и студентов в области астробиологических исследований по всему миру. В 2011 году Качар стала членом Космического научного института Blue Marble. Ранее она участвовала в глобальном научном координаторе сети ELSI Origins Network, целью которой было расширение участия молодых учёных-исследователей в области происхождения жизни. Она обсуждала поиск инопланетной жизни на SXSW в 2020 году. Качар стала партнёром кампании «ООН-женщины за равенство поколений» 2020 года, чтобы поддержать образование девочек и женщин во всём мире.

## Награды и почести
В её честь был назван астероид 284919 Качар, открытый астрономами с помощью космического телескопа WISE в 2010 году. Официальная ссылка на наименование была опубликована Рабочей группой по номенклатуре малых тел Международного астрономического союза 8 ноября 2021 года.